# Rumer Godden
Rumer Godden, född 10 december 1907 i Eastbourne, England, död 8 november 1998 i Moniaive, Skottland, var en brittisk författare. Hon föddes i England men växte upp i Indien.

## Biografi
Rumer lärde sig dansa balett i England. När hon återvände till Indien 1925 öppnade hon en dansskola för engelska och indiska barn i Calcutta. Hon drev skolan i åtta år, tills hon gifte sig med en börsmäklare vid namn Laurence Sinclair Foster. Deras första barn dog fyra dagar efter födseln. Deras andra dotter Jane föddes i England 1935, samma år som Rumers första bok publicerades. Hon och Laurence skildes 1941 och han lämnade henne utan pengar i Indien. Hon och hennes två döttrar flyttade till en stuga uppe på ett berg i Kashmir. Där öppnade hon en skola, gjorde téer som hon sålde och skrev böcker. 1945 flyttade de till Storbritannien för gott. Rumer gifte om sig 1949. 
Hon skrev mer än 60 böcker, noveller, diktsamlingar och pjäser.